# Nore og Uvdal
Nore og Uvdal là một đô thị hạt Buskerud, Na Uy. Nó là một phần của khu vực truyền thống Numedal. Trung tâm hành chính của đô thị này là làng Rødberg.
Diện tích của Nore đã được tách khỏi đô thị Rollag năm 1858. Các đô thị của Nore được chia thành hai đô thị trên 01 tháng 1 năm 1901: Nore và Uvdal. Hai thành phố được sáp nhập lại với nhau ngày 1 tháng 1 năm 1962, và các khu đô thị mới đã được gọi là Nore og Uvdal.